# Pecixe
Pecixe és una illa costanera de Guinea Bissau. Pertany a la Regió de Cacheu, al sector de Caió i té una superfície de 167 km². El 2009 tenia 3.207 habitants, sent la principal població Cassaca. S'hi parla el mandjak, una llengua amb més de 72.000 parlants en total.